# Priemsnavelxenops
De priemsnavelxenops (Heliobletus contaminatus) is een zangvogel uit de familie Furnariidae (ovenvogels).

## Verspreiding en leefgebied
Deze soort telt twee ondersoorten:
- H. c. contaminatus: zuidoostelijk Brazilië.
- H. c. camargoi: extreem zuidoostelijk Brazilië, noordoostelijk Argentinië en oostelijk Paraguay.

## Status
De grootte van de populatie is niet gekwantificeerd maar de soort wordt omschreven als vrij algemeen. Op de Rode lijst van de IUCN heeft deze soort de status niet bedreigd.